# Rammelman Elsevier

Familiewapen van Rammelman Elsevier (met in kwartier I en IV het wapen van het geslacht Rammelman en in II en III dat van het geslacht Elsevier)

Rammelman Elsevier is de adellijke tak van het uitgeversgeslacht Elsevier.

## Geschiedenis
Het geslacht Rammelman Elsevier stamt in rechte lijn af van de in Leuven geboren boekverkoper Lodewijk Elsevier (circa 1546-1617), die zich al voor 1580 als boekhandelaar en uitgever in Leiden vestigde en aldaar in 1583 zijn eerste boek uitgaf. Zijn zonen Matthijs en Bonaventura en zijn kleinzoon Abraham Elsevier zetten de zaak voort tot 1791. De huidige uitgeverij Elsevier ontleent haar naam aan deze boekdrukker.
In 1820 kreeg Isaäc Johannes Rammelman Elsevier (1770-1841) bij Koninklijk Besluit het recht om de achternaam van de moeder van zijn overgrootmoeder, de naam Rammelman die hij al vanaf 1811 voerde, toe te voegen tot Rammelman Elsevier; zijn overgrootvader Louis Elsevier (1641-1711) was in 1664 getrouwd met Maria van den Abeele (1641-1720), dochter van Eva Rammelman. Diezelfde werd bij KB van 25 mei 1829 verheven in de Nederlandse adel met het predicaat jonkheer.
In 1980 stierf de familie Rammelman Elsevier uit.

## Enkele telgen
jhr. mr. Isaäc Johannes Rammelman Elsevier (1770-1841), gezaghebber van Curaçao
- jhr. Isaäc Johannes Rammelman Elsevier (1802-1877), gouverneur van Curaçao
  - jhr. mr. Dithmar Melchior Rammelman Elsevier (1826-1881), president van het Hof van Justitie op Curaçao
- jhr. Willem Iman Cornelis Rammelman Elsevier (1810-1885) militair, archivaris van Leiden, lid van de Hoge Raad van Adel
  - jhr. Willem August Rammelman Elsevier (1848-1924)
    - jhr. mr. Willem Iman Cornelis Rammelman Elsevier (1900-1980), laatste telg van het adellijke geslacht